# M30-as autópálya (Magyarország)

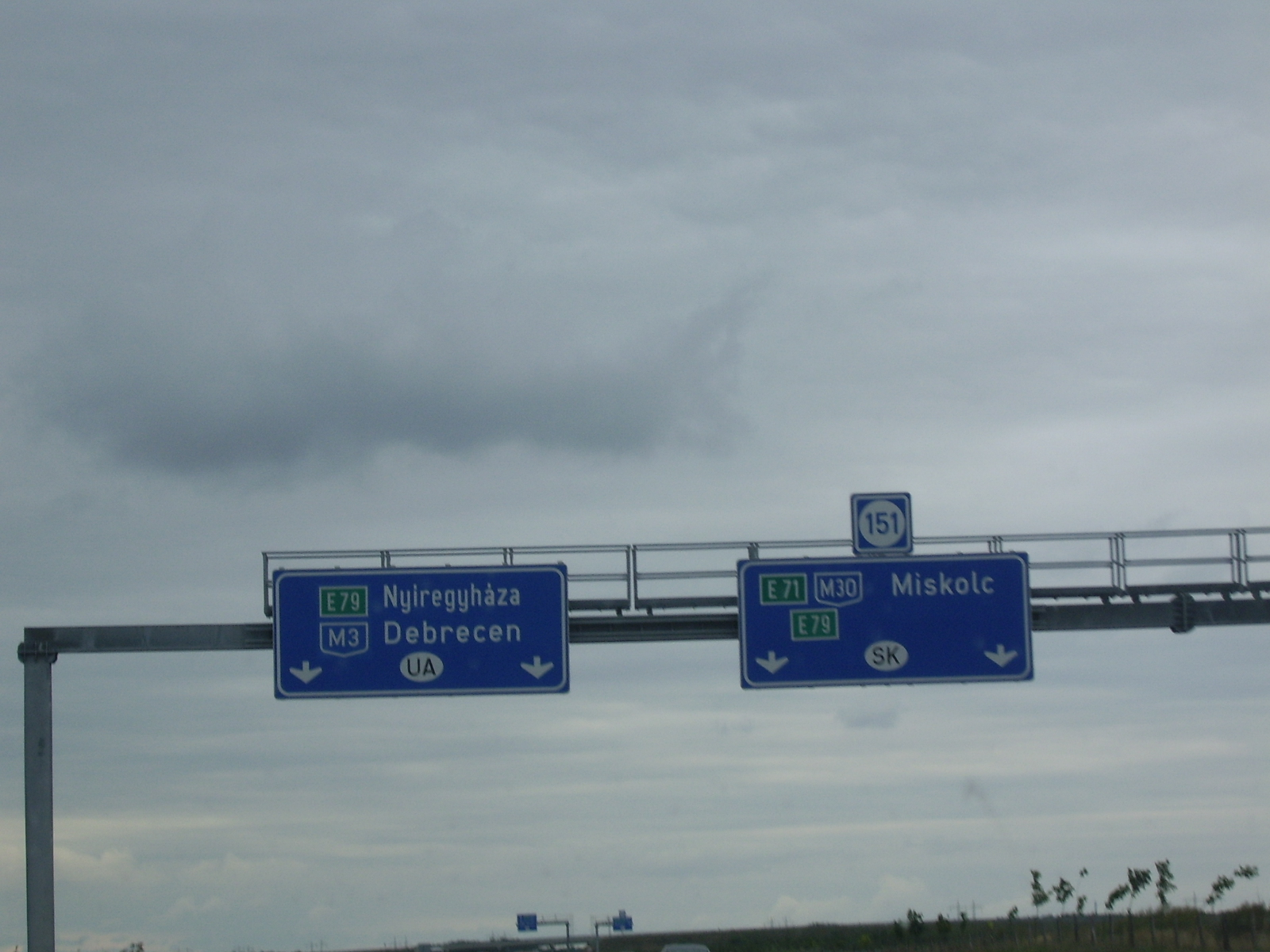
Az elválási csomópont

Az M30-as autópálya az M3-as autópályát Miskolccal és Tornyosnémetin keresztül a szlovákiai R4-es autóúttal összekötő 2x2 sávos + leállósávos gyorsforgalmi út. A Via Carpathia nemzetközi közlekedési folyosó része.

## Története
2002-ben adták át az első, Emődig tartó 6 kilométeres szakaszát, az M3-as autópálya Polgárig tartó szakaszával egyidejűleg. 2003-ban a Nyékládháza / Tiszaújváros csomópontot érték el, 2004 decemberében pedig már egészen a 3-as főút miskolci kivezetőjéig (Felsőzsolca) el lehetett jutni rajta. Ezzel egy időben megépítették a Miskolcot délről elkerülő 304-es főutat a 3-as főút és Miskolc-dél autópálya-csomópont között. Így ha valaki a 3-as főúton közlekedik Budapest felől Kassa irányába, már nem kell áthaladnia Miskolc belvárosán.
2015. június 26-án adták át a forgalomnak az M30-as autópálya Budapest felé vezető oldalát, amely ideiglenesen 2×1 sávos főútként üzemelt Miskolc-kelet csomópont (Felsőzsolca) és Miskolc-észak csomópont között. Ezzel egyidejűleg elkészült az M30-as autópálya (Miskolc-kelet csomópont) végleges változata (a felsőzsolcai ideiglenes csomópontjának módosításával) és a Miskolcot északról elkerülő 306-os fő út (Bosch út) is.
2018. január 16-án adták át a forgalomnak az M30-as autópálya Tornyosnémeti–országhatár közötti szakaszát. Az 1,8 km-es autópálya szakasz megépítésére azért volt égetően szükség, mert így az M30-as közvetlen kapcsolatot biztosított az akkor már két éve megépült szlovák oldalon lévő R4-es autópályával, amely a magyar–szlovák országhatárt köti össze Kassával.
2018. március 12-én Miskolc - Tornyosnémeti között a régészeti munkálatok befejezése után a NIF zrt. átadta a kivitelezőknek a munkaterületet és elkezdődött az autópálya építésének folytatása mintegy 57 km-es szakaszon új nyomvonalon. Miskolc-kelet csomópont és Miskolc-észak csomópont között ekkor épült ki az autópálya országhatár felé vezető oldala, és ezzel egy időben megtörtént a fél autópálya autópályává szélesítése. Ezt a szakaszt már 2021 júliusától használhatták az autósok, míg a hiányzó 57 km-es szakaszt 2021. október 26-án adták át a forgalomnak. Ezzel teljes szakaszon megépült az autópálya. 
Jelenleg az M30-as autópálya az M3–M30-as autópálya elválási csomópontjától a tornyosnémeti országhatárig 87,8 km hosszú, 2×2 sávos + leállósávos  autópálya, Miskolc és Szikszó között több lezárt, meghibásodott pályaszerkezetű szakasszal.

## Miskolc-Tornyosnémeti szakasz
Az 56,846 km hosszú szakasz kivitelezőit 2018. január 19-én hirdették ki. A hiányzó sztrádát három kivitelezési szakaszra bontották, amelyek Miskolc felől északi irányba haladva a következők:
az első 10,4 kilométert a 30+100-as és a 40+500-as kilométer-szelvények között a STRABAG Építő Kft. és a STRABAG AG konzorciuma építette meg 39,944 milliárd forintért. Az első 10,4 kilométeres szakasz új nyomvonalon épült meg két külön szintű csomóponttal, négy felüljáróval és három aluljáróval, valamint egy kétoldali tengelysúlymérő állomással.
A 24,2 kilométeres második szakaszt a 40+500-as és a 64+700-as kilométer-szelvények között a Colas Út Zrt. és a Colas Hungária Zrt. valósította meg 75,394 milliárdért. A beruházás tartalmazta két külön szintű csomópont építését, továbbá tíz felüljáró, tizenegy aluljáró, egy vadátjáró és zajárnyékoló fal megépítését. Itt létrejött egy kétoldali komplex pihenőhely és az encsi autópálya-mérnökség is. A projekt részét képezte az Abaújdevecser és Forró közötti, az Encs és Forró közötti kerékpárút, továbbá az Encs és Abaújdevecser közötti gyalog- és kerékpárút.
A 22,1 kilométeres harmadik szakaszt a 64+700-as és a 86+848-as kilométer-szelvények között a Hódút Kft. és a Duna Aszfalt Kft. építette meg 63,981 milliárd forintért. A harmadik szakaszon is két külön szintű csomópont épült, valamint 16 felüljáró és négy aluljáró. Létrejött kétoldali egyszerű pihenőhely, valamint zajárnyékoló fal is létesült. A projekt részét képezte többek között hét patak medrének korrekciója is. Ezen a szakaszon több helyütt a 3-as út korábbi nyomvonalát használták fel, a főutat alternatív irányokba vezették.
Az alapkő letételére 2018. március 12-én került sor. 2018. június 8-án az 1259/2018. (VI. 8.) Korm. határozat alapján a kormányfő felkérte az Innovációs és Technológiai Minisztert, hogy részletesen mutassa be az M30 autópálya Miskolc–Kassa közötti összeköttetést biztosító útszakasz megépítésének helyzetét.
Az autópályát teljes hosszában 2021. október 26-án adták át. Az átadott útszakaszt tizenhárom új híd keresztezi, emellett hat csomópontot, mindkét oldalon négy pihenőhelyet, illetve több vadátjárót alakítottak ki. A kivitelezés három szakaszban történt, és az M30-as autópálya új szakaszát a személygépkocsival közlekedők ingyenesen használhatták 2021 végéig.
2024. február 17-én határozatlan időre a pályát mindkét irányban, Miskolc-észak és Szikszó között teljes szélességében lezárták, mivel a szerkezete több helyen is elmozdult, megcsúszott, amely a 38-as kilométernél olyan mértékűvé vált, hogy veszélyeztette a biztonságos közlekedést. A lezárással párhuzamosan több helyen sebességkorlátozást vezettek be, mivel a kivitelezés hiányosságai miatt egyes szakaszokon a 130 km/h tervezési sebesség nem tartható, fokozottan balesetveszélyes.

## Érdekességek
Az eredeti tervek alapján az autópálya 2004-es Miskolc-keleti csomópontjáig történő átadáskor még az volt az elképzelés hogy autópálya építésének folytatása és annak átadása Tornyosnémeti országhatárig 2008 év végéig megtörténik. Végül ez a projekt területszerzési problémák miatt közel 13 évet csúszott. 
Az M30-as autópálya Miskolc–Tornyosnémeti szakaszán három – egy komplex és két egyszerű – pihenőhely épült. A komplex pihenőhelyen jelenleg még nincs kiépített üzemanyagtöltő állomás. A tengelysúlymérő állomás Szikszó térségében (a 35. kilométerszelvénynél) egyszerű pihenőhelyként is szolgál, amely személygépkocsival is használható. Ezen kívül az autópálya mentén több olyan komplex pihenőhely is található, amelyek még az autópálya építése előtt elkészültek, és később az autópálya nyomvonalát és a csomópontok kialakítását is ezekhez a területekhez igazították.
- Szikszói csomópont – Angel Station és kamionos parkoló
- Kázsmárki csomópont – Komplex pihenőhely és kamionos parkoló
- Encsi csomópont – MOL üzemanyagtöltő állomás és kamionos parkoló
- Tornyosnémeti csomópont – MyWay 1 TIR Parking.

## Fenntartása
Az autópálya üzemeltetése és fenntartása az MKIF Zrt. autópálya-mérnökségeinek feladata. Az Emődi autópálya mérnökség központja: M30-as autópálya (6 km) emődi csomópont. Az Encsi autópálya mérnökség központja: M30-as autópálya (64 km) encsi csomópont. Az emődi autópálya mérnökség feladata: az M3 – M30 autópálya üzemeltetése és fenntartása, Füzesabonytól Polgárig, valamint a mezőcsáti elválástól a Miskolc-kelet csomópontig. Az encsi autópálya mérnökség feladata az M30-as autópálya üzemeltetése és fenntartása, a Miskolc-kelet csomóponttól a Tornyosnémeti országhatárig.

## Díjfizetés
- 2015. február 1-től a Miskolc-Felsőzsolca (24–33 km) közötti szakaszon kívül a többi szakasz díjköteles volt.
- 2024. január 1-től a teljes szakasz díjköteles, Borsod Abaúj Zemplén vármegyei vagy országos autópálya matricával használható.